# La Promenade (Chagall)
Pour les articles homonymes, voir La Promenade.

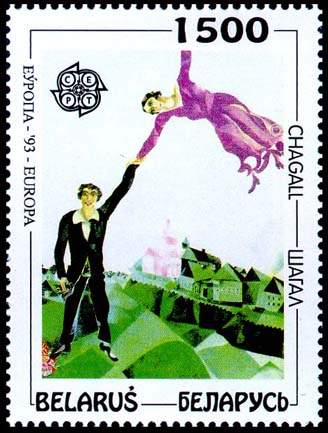
1993. Timbre poste de Biélorussie sur le thème de La Promenade

La Promenade est un tableau réalisé par le peintre soviétique Marc Chagall en 1917 ou 1918. Cette huile sur carton représente un homme tenant une femme par la main une femme qui s'envole, avec Vitebsk à l'arrière-plan. C'est l'un des trois tableaux, avec Au-dessus de la ville (1917) et Double portrait au verre de vin (1917 - 1918), dans lesquels Marc Chagall célèbre son union avec Bella Rosenfeld , qu'il épouse en 1915 en Russie. Elle est conservée au Musée russe de Saint-Pétersbourg.